# Felsőlajos
Felsőlajos község Bács-Kiskun vármegye Kecskeméti járásában.

## Fekvése
Kecskeméttől 23, Lajosmizsétől 6 kilométerre északnyugatra fekszik, az 5-ös főút és a 142-es számú Budapest–Lajosmizse–Kecskemét-vasútvonal kereszteződése mellett; utóbbinak egy megállási pontja van itt, Felsőlajos megállóhely. A települést kerékpárút is összeköti a szomszédos Lajosmizsével.

## Története
Felsőlajos újonnan keletkezett község, amely az alföldi tanyavilágból nőtt ki. A mai község területe a történelmi időkben Lajosmizse külterülete volt. A település kezdetben Közös néven szerepelt a térképeken. 1929-ben egy amerikából hazatelepült gazdálkodó a mai Felsőlajoson telepedett le, ahol faiskolát hozott létre. A faiskola és az abból keletkező gyümölcsösök felpezsdítették az addig csak legeltetésre használt terület gazdaságát. Egyre újabb gyümölcstermesztéssel foglalkozó tanyai gazdaságok indultak el. A második világháború után bevezetett tanyaépítési tilalmat igen megsínylette a környék. 1958-ban a területet Lajosmizse-Közös néven ún. tanyaközponttá szervezték. A központtá szervezést jelentős lélekszám-gyarapodást eredményezett. 1974-ben kapta a település mai nevét, 1986-ban pedig Lajosmizse társközségévé nyilvánították. Az 1990-es önkormányzati választásokat követően Felsőlajos már teljesen önálló településként jelent meg Magyarország térképén. 2010-ben nyílt meg Felsőlajos első temploma.

## Népesség
A település népességének változása:
| Lakosok száma | 862  | 858  | 883  | 857  | 936  | 955  | 992  |
|               | 2013 | 2014 | 2018 | 2021 | 2022 | 2023 | 2024 |

A 2011-es népszámlálás során a lakosok 92,2%-a magyarnak, 0,5% németnek, 0,6% románnak mondta magát (7,7% nem nyilatkozott; a kettős identitások miatt a végösszeg nagyobb lehet 100%-nál). A vallási megoszlás a következő volt: római katolikus 55,3%, református 7,7%, görögkatolikus 0,2%, felekezeten kívüli 13,2% (22,2% nem nyilatkozott).
2022-ben a lakosság 91%-a vallotta magát magyarnak, 1% németnek, 0,4% románnak, 0,1-0,1% ruszinnak, ukránnak, szerbnek és horvátnak, 1,7% egyéb, nem hazai nemzetiségűnek (8,8% nem nyilatkozott; a kettős identitások miatt a végösszeg nagyobb lehet 100%-nál). Vallásuk szerint 33,1% volt római katolikus, 6,3% református, 0,7% evangélikus, 0,3% görög katolikus, 0,1% izraelita, 0,1% ortodox, 1,8% egyéb keresztény, 0,6% egyéb katolikus, 14,4% felekezeten kívüli (42,4% nem válaszolt).
| Iskolai végzettség                | Iskolai végzettség               | Iskolai végzettség | Iskolai végzettség | Iskolai végzettség |
| --------------------------------- | -------------------------------- | ------------------ | ------------------ | ------------------ |
|                                   |                                  |                    |                    | fő                 |
| Általános iskolát nem végezte el  | Általános iskolát nem végezte el |                    | 79                 | 79                 |
| Általános iskola                  | Általános iskola                 |                    | 227                | 227                |
| Szakmunkás                        | Szakmunkás                       |                    | 239                | 239                |
| Érettségi                         | Érettségi                        |                    | 245                | 245                |
| Diploma                           | Diploma                          |                    | 82                 | 82                 |
| A 2022. évi népszámlálás szerint. |                                  |                    |                    |                    |

## Közélete

### Polgármesterei
- 1990–1994: Csordás László (VP)[6]
- 1994–1998: Csordás László (független)[7]
- 1998–2002: Csordás László (független)[8]
- 2002–2006: Csordás László (független)[9]
- 2006–2010: Csordás László (független)[10]
- 2010–2014: Juhász Gyula (független)[11]
- 2014–2019: Juhász Gyula (független)[12]
- 2019–2024: Juhász Gyula (független)[13]
- 2024– : Juhász Gyula (független)[1]

## Gazdasága
Felsőlajos jelentős mezőgazdasági hagyományokkal bíró település. A második világháború előtt kibontakozó gyümölcstermesztés napjainkig kihat a község életére. Felsőlajosra nem terjedt ki az 1960-as években a környék több településén végrehajtott kollektivizálás, így a település gazdasági életének gerincét a szocializmus évtizedeiben is a magángazdaság, illetve a magántulajdonban lévő gazdaságok szakszövetkezeti jellegű társulása adta. Elmaradt a kisebb parcellák összevonása és a tanyák tömeges lebontása. Napjainkban is számos gazdaság foglalkozik gyümölcs- és zöldségtermesztéssel.
Ipari tevékenységet egy fűrésztelep, egy építőanyag-gyár, illetve a Thyssen-Krupp egy építőelem-gyára folytat. Emellett itt gyártják a Márka üdítőitalt.